# Liden burre
Liden burre (Arctium minus) er en 40-140 centimeter høj plante i kurvblomst-familien. Den ligner skovburre, men stænglen har rette grene (ikke bueformet udstående) og mindre blomsterkurve. Arten vokser på næringsrige ruderater.

## Beskrivelse
Liden burre er en toårig urt med grågrønne blade, der er filtede på undersiden og næsten glatte på oversiden. De 1,5-2,5 centimeter brede kurve sidder på rette og mere eller mindre oprette grene. Kurvens svøbblade er hvidfiltede, især før udspring. Både de indre og ydre svøbblade har en indadbøjet, krogformet spids, hvilket adskiller arten fra filtet burre, hvor de indre svøbblade har ret spids. Blomsterne har blegrød krone og lilla støvknapper.

## Udbredelse
Arten er udbredt i Europa, Nordafrika og det sydvestlige Asien. Den er indslæbt i Nordamerika.
I Danmark er liden burre almindelig vest for Storebælt langs veje og ved bebyggelse, mens den findes hist og her i resten af landet. Den blomstrer i juli og august.